# João I Bentívolo
João II Bentívolo (em italiano: Giovanni I Bentivoglio; Bolonha, 1358 – Bolonha, 30 de junho de 1402) foi um nobre bolonhês que exerceu a função de senhor da cidade.

## Biografia
João I, filho de Antônio Bentívolo e Zanna Maranensi, nasceu em Bolonha em 1358. Conhecido por suas notáveis habilidades oratórias, atraiu a atenção e conquistou seguidores durante debates em assembleias e conselhos. No entanto, sua influência sobre a política da cidade só se tornou realmente decisiva nos últimos anos do século XIV.
No final de fevereiro de 1399, João I foi designado pelo colegiado dos Dez da Paz, do qual era membro, para resolver uma questão relacionada à terra de San Pietro, tarefa que realizou com êxito. Entre os dias 10 e 11 de março de 1399, já com um apoio significativo entre seus concidadãos, ele tentou, juntamente com Nane Gozzadini, tomar uma das portas da cidade, com o objetivo de permitir a entrada das tropas de João da Barbiano e derrubar o domínio de Carlos Zambecari. Contudo, a operação falhou devido à falta de apoio de Barbiano, e João I foi descoberto. Ele foi forçado a se exilar, acompanhado por Gozzadini e outros conspiradores, enquanto seus bens foram confiscados.
Longe de desanimar, ele planejou seu retorno a Bolonha enquanto estava exilado em Zara. A oportunidade surgiu com a morte de Zambecari em 13 de outubro de 1399, vítima da peste. Pouco depois, em 27 de outubro, uma revolta popular eclodiu, instaurando um governo das Artes sob a liderança de Hugo Scappi. Em 17 de novembro, esse governo determinou o retorno dos exilados, entre eles Gozzadini e Bentívolo.
João I retornou a Bolonha em dezembro e, sem demora, fez uma nova investida para tomar o poder. Aproveitando-se de outra revolta popular, uniu-se a Gozzadini para expulsar da cidade a facção dos Maltraversi, que até então governava. Com a criação da magistratura dos XVI Reformadores no início de 1400, Bentívolo e Gozzadini emergiram como seus membros mais influentes. No entanto, ambos frequentemente divergiam, principalmente em questões cruciais como a eleição dos magistrados do Comune, que poderia garantir a preeminência de uma das facções sobre a cidade, e a guerra contra Astório Manfredi, senhor de Faença. Enquanto Gozzadini defendia o conflito, João I se opunha, pois mantinha amizade com Manfredi.
Nesse embate, João I contou com o apoio de nobres e de alguns membros menos influentes das Artes, incluindo os Becai. Com sua ajuda, traçou um plano para tomar o poder e eliminar seu adversário. No entanto, antes de agir, percebeu a necessidade de ampliar sua rede de aliados para garantir o sucesso da empreitada. Entre eles estavam os Zambecari e seus seguidores, que haviam retornado a Bolonha graças a ele, o duque de Milão, João Galeácio Visconti, com quem mantinha acordos secretos, e o próprio Manfredi.
Em 24 de fevereiro de 1401, João I tomou posse do palácio do Município após um confronto sangrento na praça, no qual derrotou os Gozzadini e seus aliados. Eliminando qualquer resistência restante, proclamou-se senhor de Bolonha em 14 de março. Sua vitória também representou a queda de seu principal adversário, mas, em um possível gesto de magnanimidade para consolidar seu domínio, optou por poupá-lo. Em vez de executá-lo, ordenou sua libertação após uma breve prisão.
Sua breve passagem pelo poder em Bolonha foi marcada pela política externa. Temendo um destino semelhante ao do senhor de Pisa, João I não hesitou em aceitar a oferta de aliança dos florentinos, buscando assim se desvincular da dependência do apoio de Visconti. Enquanto se aproximava de Florença, João I procurava evitar um rompimento com Milão. No entanto, em junho de 1401, quando o embaixador milanês lhe apresentou os termos da aliança com o duque para assinatura, ele se viu forçado a aderir abertamente a Florença.
O rompimento com Visconti não levou à guerra, como era esperado, devido ao conflito de Milão com a România, sob a liderança de Roberto, rei dos Romanos. De qualquer forma, a guerra em Bolonha era inevitável e teve início devido ao constante descontentamento interno, o que resultou em diversas conspirações contra João I, incluindo a acolhida de exilados pelos principais castelos.
No início de 1402, a situação se agravou quando o envio de duzentas lanças pelos florentinos provocou uma revolta interna, que foi reprimida com violência. No entanto, o triunfo foi temporário, pois, em junho daquele ano, as consequências do rompimento com Milão se manifestaram na chegada de uma tropa de mais de dez mil homens enviados por Visconti. Com a perda significativa de apoio interno, João I não teve outra opção a não ser buscar a ajuda de Florença e enfrentar o inimigo nos arredores da cidade. Em 26 de junho de 1402, eclodiu o conflito bélico entre Bolonha e Milão, que terminou com a vitória de Milão.
Após a derrota, João I retornou a Bolonha para uma última defesa, mas uma nova revolta popular eclodiu, considerada uma das mais sangrentas. Sem esperanças de vitória, tentou fugir ao anoitecer de 30 de junho de 1402, mas foi capturado e morto.